# Молочай Декари
Молоча́й Декари (лат. Euphórbia decáryi) — многолетнее суккулентное растение; вид рода Молочай (Euphorbia) семейства Молочайные (Euphorbiaceae).

## Морфология
Маленькое, лиственное, суккулентное растение с красивыми волнистыми листьями с зигзагообразными краями. Распространяется почти горизонтально по поверхности земли посредством корней, образуя коврик.
Стебель сочный, частично подземный, не очень толстый, более-менее угловатый и спиралевидный.
Листья вечнозелёные или полуопадающие, ярко-красные и зелёные, очень сочные и волнистые, располагаются в виде верхушечной розетки, которая летом окрашивается в багряно-красный цвет.
Циатии бежевые, колоколообразные.

## Распространение
Африка: Мадагаскар (юг).

## Практическое использование
Выращивается как декоративные комнатное растение. Вырастить его легко, хотя растёт медленно. Летом необходим хороший полив и даже зимой почва не должна полностью высыхать. Хотя растение переносит сухость почвы зимой, весной после этого у него плохо растут новые корни. Растение предпочитает неяркий свет. Идеальная температура летом 25 °C, зимой — около 15 °C. Можно вырастить это растение и в саду с тёплым климатом, оно может вынести даже лёгкий заморозок. Размножается черенками и семенами.

## Таксономия

### Разновидности
В пределах вида выделяются пять разновидностей:
- Euphorbia decaryi var. ampanihyensis Cremers
- Euphorbia decaryi var. cap-saintemariensis (Rauh) Cremers
- Euphorbia decaryi var. decaryi
- Euphorbia decaryi var. robinsonii Cremers
- Euphorbia decaryi var. spirosticha Rauh & Buchloh

### Таксономическая таблица
|  |                                      |  |                                                             |                                                             |                      |  | ещё 36 семейств (согласно Системе APG II), в том числе Маковые | ещё 36 семейств (согласно Системе APG II), в том числе Маковые |                         |  |  |  | ещё ≈2000 видов |
|  |                                      |  |                                                             |                                                             |                      |  | ещё 36 семейств (согласно Системе APG II), в том числе Маковые | ещё 36 семейств (согласно Системе APG II), в том числе Маковые |                         |  |  |  | ещё ≈2000 видов |
|  |                                      |  |                                                             | порядок Мальпигиецветные                                    |                      |  |                                                                |                                                                | род Молочай (Euphorbia) |  |  |  |                 |
|  |                                      |  |                                                             | порядок Мальпигиецветные                                    |                      |  |                                                                |                                                                | род Молочай (Euphorbia) |  |  |  |                 |
|  | отдел Цветковые, или Покрытосеменные |  |                                                             |                                                             | семейство Молочайные |  |                                                                |                                                                | вид Молочай Декари      |  |  |  |                 |
|  | отдел Цветковые, или Покрытосеменные |  |                                                             |                                                             | семейство Молочайные |  |                                                                |                                                                |                         |  |  |  |                 |
|  |                                      |  | ещё 44 порядка цветковых растений (согласно Системе APG II) | ещё 44 порядка цветковых растений (согласно Системе APG II) |                      |  |                                                                | ещё >300 родов                                                 | ещё >300 родов          |  |  |  |                 |
|  |                                      |  |                                                             | ещё 44 порядка цветковых растений (согласно Системе APG II) |                      |  |                                                                |                                                                | ещё >300 родов          |  |  |  |                 |